# Zespół Szkół Technicznych w Ustroniu
Zespół Szkół Technicznych w Ustroniu – szkoła ponadpodstawowa w Ustroniu, powstała w 1950 r.

## Dotychczasowe nazwy
- Technikum Mechaniczno-Kuźnicze Ministerstwa Przemysłu Ciężkiego (1950–1968)
- Technikum Mechaniczne Ministerstwa Przemysłu Maszynowego (1968–1971)
- Zespół Szkół Technicznych Ministerstwa Przemysłu Maszynowego, po połączeniu z Zasadniczą Szkołą Zawodową (1971–1976)
- Zespół Szkół Zawodowych Zakładu nr 3 w Ustroniu Fabryki Samochodów Małolitrażowych w Bielsku-Białej (1976–1977)
- Zespół Szkół Technicznych (1993–2003)
- Zespół Szkół Ponadgimnazjalnych (2003–2016)
- Zespół Szkół Technicznych (od 2016)

Źródło:.

## Dyrektorzy
- dr Alojzy Waszek (1950–1972)
- mgr Marian Żyromski (1972–1976)
- mgr inż. Bolesław Samsonowicz (1976–1984)
- mgr Antoni Sosiński (1984–1991)
- mgr Jan Szwarc (1991–1998)
- mgr Roman Tomica (1998–2003)
- mgr inż. Henryk Bujok (2003–2008)
- mgr inż. Ewa Matuszyńska (2008–2018)
- mgr Katarzyna Kałuża (od 2018)

Źródło:.

## Niektórzy absolwenci
- Adam Małysz (1995)
- Andrzej Polok (1975)
- Karol Semik (1972)
- prof. Robert Szyndler (1952)
- Apoloniusz Tajner